# Херман фон Епенщайн
Херман фон Епенщайн (на немски: Hermann von Eppenstein; * 1055, † 1087) от влиятелния род Епенщайни, е от 1085 до 1087 г. геген-епископ на Пасау.

## Биография
Той е най-малкият син на Маркварт IV фон Епенщайн († 1076), херцог на Каринтия, и на Луитбурга фон Плайн, дъщеря на граф Лиутолд II фон Плайн († пр. 1103).
Заедно с братята си Лиутолд, Хайнрих и Улрих той подкрепя император Хайнрих IV, с когото има общ прадядо Херман II от Швабия.
През април 1085 г. останалите верни на император Хайнрих IV епископи го обявяват на църковния събор в Майнц за геген-епископ и свалят верния на папата Алтман, епископът на Пасау. Алтман бяга след това от Пасау. След една година през 1086 г., Херман получава анатема от архиепископ Гебхард от Залцбург, от епископ Алтман от Пасау и епископ Мегинвард от Фрайзинг.